# Thomas Graham (rugby à XV)
Pour les articles homonymes, voir Thomas Graham et Graham.
Pas d'image ? Cliquez ici

a Compétitions nationales et continentales officielles uniquement.

b Matchs officiels uniquement.
Thomas Cooper Graham, né le 2 novembre 1866 à Newcastle upon Tyne et mort le 1er décembre 1945 à Cardiff, est un joueur gallois de rugby à XV ayant occupé le poste d'avant avec le pays de Galles.

## Carrière
Il a connaît sa première sélection en équipe nationale le 1er mars 1890 contre l'Irlande. Sa dernière sélection a lieu le 26 janvier 1895 contre l'Écosse. Il a joué pour Newport RFC de 1886 à 1995. Il en a été le capitaine 4 saisons de 1889 à 1893, les conduisant à une saison faste en 1891-1892 : 33 matchs, 29 victoires, 4 nuls et 0 défaite. 

## Palmarès
- Triple couronne en 1893

## Statistiques en équipe nationale
- 12 sélections en équipe de Galles
- 1 essai
- Sélections par année : 1 en 1890, 2 en 1891, 2 en 1892, 3 en 1893, 2 en 1894, 2 en 1895
- Participation à 6 tournois britanniques en 1890, 1891, 1892, 1893, 1894 et 1895